# や座
や座（）は、現代の88星座の1つで、プトレマイオスの48星座の1つ。矢をモチーフとしている。みなみじゅうじ座、こうま座に次いで、全天で3番目に小さい。北から時計回りにこぎつね座、ヘルクレス座、わし座、いるか座の4星座に囲まれている。

## 主な天体

### 恒星
α・β・γ・δ の4星が形作る細長いY字形が「矢」を想起させる。α と β が矢羽、γ と δ が矢柄の部分を形作る。
2023年11月現在、国際天文学連合 (IAU) によって3個の恒星に固有名が認証されている。
- α星：太陽系から約427 光年の距離にある、見かけの明るさ4.38 等、スペクトル型 G1III の黄色巨星で、4等星[9]。アラビア語で「矢」を意味する言葉に由来する[10]「シャム[11](Sham[8])」という固有名が認証されている。これは、アラビア語でこの星座を意味する al-sahm が、のちにα星の名前とされたものである[10]。
- HD 231701：太陽系から約354 光年の距離にある、見かけの明るさ8.97 等、スペクトル型 F8V 型の9等星[12]。IAUの100周年記念行事「IAU100 NameExoWorlds」でイラク共和国に命名権が与えられ、主星はUruk、太陽系外惑星はBabyloniaと命名された[13]。
- HAT-P-34：太陽系から約826 光年の距離にある、見かけの明るさ10.40 等、スペクトル型 F8 型の10等星[14]。IAUの100周年記念行事「IAU100 NameExoWorlds」でマルタ共和国に命名権が与えられ、主星はSansuna、太陽系外惑星はĠgantijaと命名された[13]。

このほか、以下の恒星が知られている。
- β星：太陽系から約442 光年の距離にある、見かけの明るさ4.38 等、スペクトル型 G8IIIaCN0.5 の黄色巨星で、4等星[15]。
- γ星：太陽系から約288 光年の距離にある、見かけの明るさ3.47 等、スペクトル型 M0-III の赤色巨星で、3等星[16]。や座で最も明るく見える。
- δ星：太陽系から約547 光年の距離にある、見かけの明るさ3.81 等、スペクトル型 M2II+B0V の分光連星で、4等星[17]。
- R星：太陽系から約5,980 光年の距離にある、スペクトル型 G8Ib のpost-AGB星（英語版）[18]。post-AGB星は、激しく質量放出しながら漸近巨星分枝星（AGB星）から白色矮星へと進化しつつある恒星で、太陽のような中小質量星の進化の最終段階である[19]。変光星としては「おうし座RV型変光星 (RV Tau)」に分類され、70.77 日の周期で8.0 等から10.4 等の範囲でその明るさを変える[20]。
- V星：太陽系から約7,780 光年の距離にある[21]、白色矮星と主系列星からなる近接連星系。1902年にモスクワ天文台の女性天文学者 Lidiya Tseraskaya が発見した[22]。伴星の主系列星から主星の白色矮星に対して盛んな質量移動が起きており、主星の周囲には伴星由来の物質によって生じた降着円盤が存在する[23]。白色矮星と主系列星が双方の共通重心を約0.514 日の周期で公転しており、地球からは約0.514 日の周期で明るさを変える食変光星として観測される[24]。1990年代後半には天の川銀河内に数例しか発見例がなかった超軟X線源天体（英語版）(英: Super soft X-ray source, SSS) であることがわかって以降、観測的研究が進展した[23]。食による変光以外に、約11 等で約180日間続く高光度状態と約12 等で約120日間続く低光度状態を交互に繰り返しており、低光度状態にあるときのみ軟X線が観測されることがわかった[23]。この超軟X線は、主星表面に降着した水素が安定して核融合していることから生じたものと考えられており、このような天体は CBSS (Close-binary supersoft source) と呼ばれている[24][25]。このまま伴星からの質量移動が進むと、今後100万年以内に主星の質量がチャンドラセカール限界を超えてIa型超新星爆発が生じるものと予測されている[26]。
- FG星：太陽系から約1万1600 光年の距離にあるpost-AGB星[27]。「Final Flash (FF)」あるいは「Secular variables」と呼ばれる、櫻井天体 (V4334 Sgr) とわし座V605星の3天体のみの非常に珍しい変光星のグループに分類されている[28]。惑星状星雲 Hen 1-5 の中心星で、1894年の写真乾板に13.6 等[注 1]で写っていた星が、1965年にはB等級で9.6 等になるまで約70年かけて徐々に増光していた[29][30]。1955年には B4I であったスペクトルは1967年には A5Ia まで変化[29][30]。その後もスペクトルは徐々に低温側へと変化し、1980年代には K0I まで変化してオレンジ色に見えるようになった[30]。この100年近い期間の光度の変化は、AGB期を終えて白色矮星への進化の途上にあったpost-AGB星の内部のヘリウム殻で「遅れた熱パルス[31]英: late thermal pulse[32])」と呼ばれる暴走的な核融合反応が生じたことによるものと考えられている[32][33]。1992年には、突然5等級も減光した後に光度が回復、しかしまた暗くなるという変光が生じ、これが21世紀に入っても続いている[32][33]。この間欠的に起こる深い減光は、恒星が放出した物質に含まれる炭素が冷やされて凝縮してできた「すす」が恒星の光を遮る「かんむり座R型変光星」の減光と同じ機構で生じているものと考えられている[32][33]。
- PSR J1959+2048：太陽系から約7,340 光年（2,250 パーセク）の距離にある[34]、近接連星ミリ秒パルサー。中性子星と褐色矮星による近接連星で、1988年に食連星のミリ秒パルサーとして史上初めて発見された[35]。変光星としては「や座QX星」と呼ばれ、約9.2時間（0.038日）の周期で変光する[35]。主星の中性子星からの強烈なパルサー風によって伴星の外殻が吹き飛ばされており、その様子をメスが交尾し終わった後のオスを捕まえて食べる習性のあるクロゴケグモに喩えた「ブラックウィドウ (Black Widow[36])」という通称で知られている[37][38][34]。2023年の研究では、主星の質量は1.81±0.07 M☉（太陽質量）[34]、伴星の質量は24.0±1.0 MJ（木星質量）[39]と推定されている。

### 星団・星雲・銀河

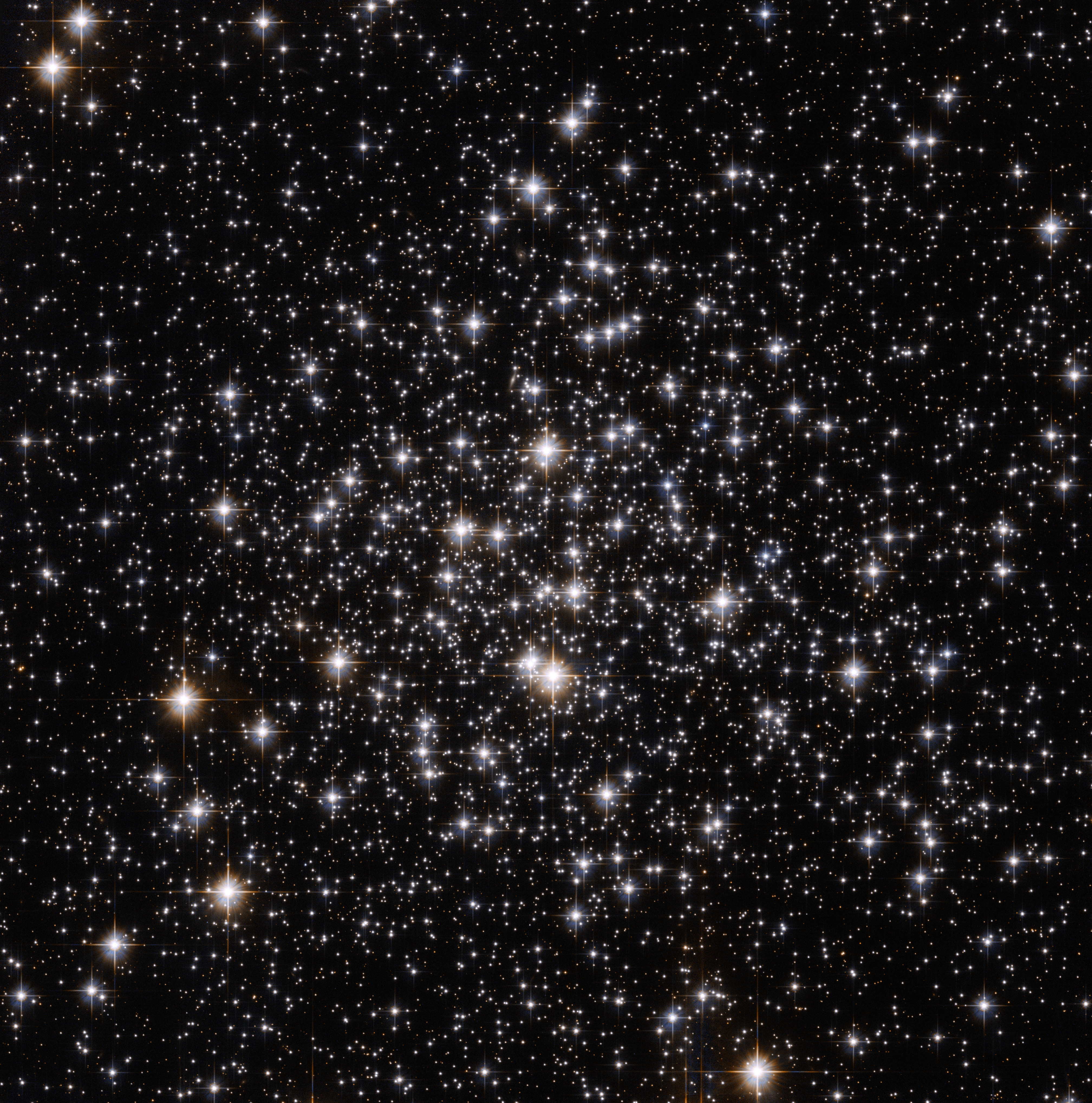
ハッブル宇宙望遠鏡の掃天観測用高性能カメラACSの観測データから合成された球状星団M71の画像。

18世紀フランスの天文学者シャルル・メシエが編纂した『メシエカタログ』に挙げられた球状星団が1つ位置している。
- M71：太陽系から約1万3000 光年の距離にある球状星団[41]。1746年から1747年にかけての観測でスイスの天文学者ジャン＝フィリップ・ロワ・ド・シェゾーが発見した[42]。密集度の小さいまばらな球状星団であるため、ハーロー・シャプリーやロバート・トランプラーといった20世紀前半の星団の研究者たちからは密集度の高い散開星団に分類されていた[42]。M71の星々は、一般の球状星団と同様に約90億 - 100億歳と年老いた星が多い[43]。

## 流星群
や座の名前を冠した流星群で、IAUの流星データセンター (IAU Meteor Data Center) で確定された流星群 (Established meteor showers) とされているものはない。

## 由来と歴史

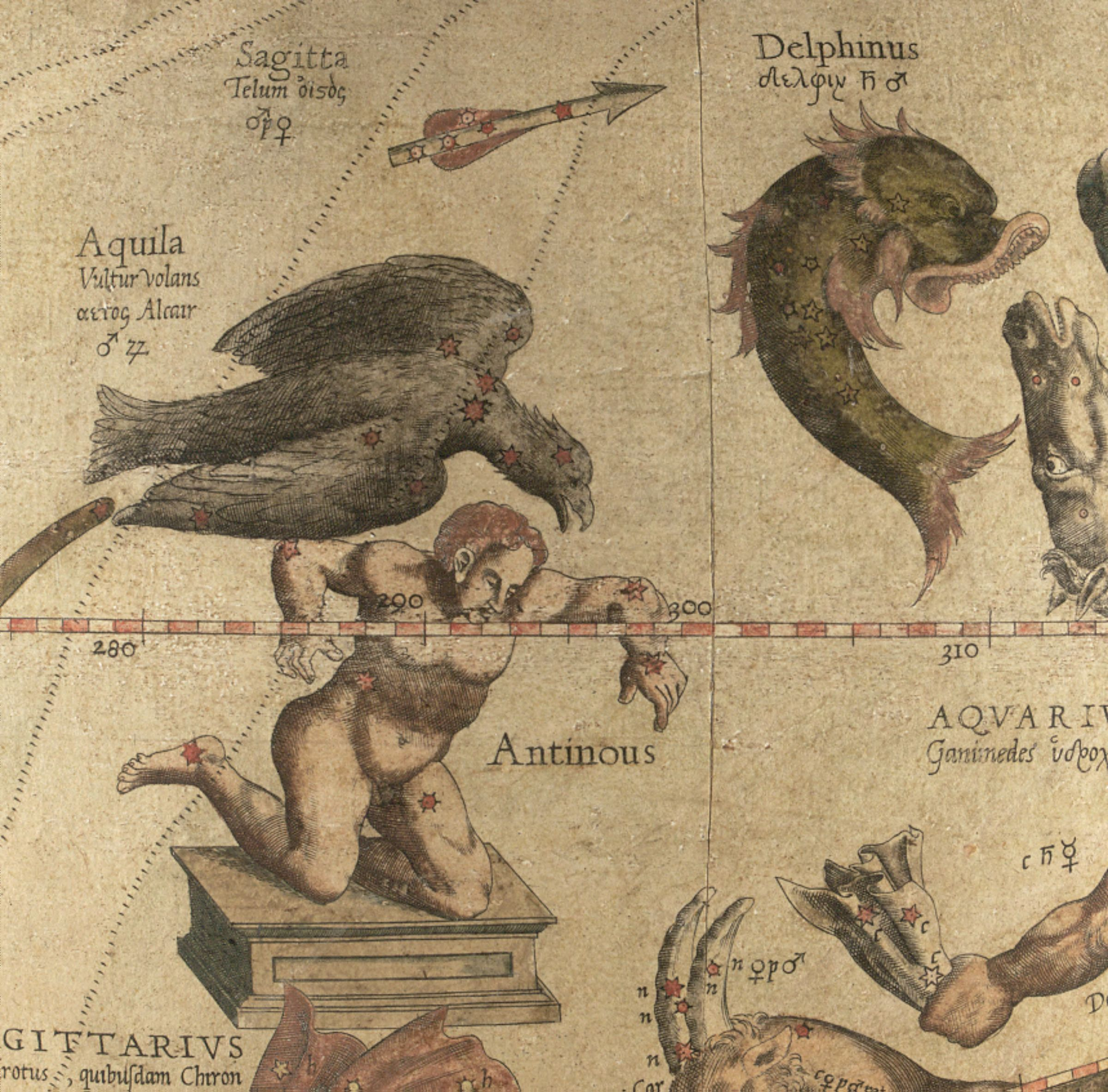
16世紀ネーデルランドの地理学者ゲラルドゥス・メルカトルの天球儀 (1551) に描かれたや座。Sagitta の他に Telum や Ὀϊςός という名称が確認できる。

紀元前3世紀前半のマケドニアの詩人アラートスは、詩篇『ファイノメナ (古希: Φαινόμενα)』の中で、この星座に「矢」を意味する Ὀϊστός という呼称を用いた。帝政ローマ期の2世紀頃のクラウディオス・プトレマイオスの天文書『ヘー・メガレー・スュンタクスィス・テース・アストロノミアース (古希: ἡ Μεγάλη Σύνταξις τῆς Ἀστρονομίας)』、いわゆる『アルマゲスト』でも、このὈϊστός という呼称が使われている。これに対して、紀元前3世紀後半の天文学者エラトステネースは、天文書『カタステリスモイ (古希: Καταστερισμοί)』の中で「弓」を意味する Τόξον という呼称を用いた。18世紀以前のラテン語では、ダーツや槍を意味する Telum という呼称が多く使われていた。
や座に属する星の数は、エラトステネースの『カタステリスモイ』や1世紀初頭の古代ローマの著作家ガイウス・ユリウス・ヒュギーヌスの『天文詩 (羅: De Astronomica)』では4個、プトレマイオスの『アルマゲスト』では5個とされた。
1922年5月にローマで開催されたIAUの設立総会で現行の88星座が定められた際にそのうちの1つとして選定され、星座名は Sagitta、略称は Sge と正式に定められた。

### 中国

18世紀清代初期に編纂された『欽定古今図書集成』「河鼓三星圖」。中段の「左旗」にや座の特徴的なY字形が見て取れる。

ドイツ人宣教師イグナーツ・ケーグラー（戴進賢）らが編纂し、清朝乾隆帝治世の1752年に完成・奏進された星表『欽定儀象考成』では、や座の α・β・δ・ζ・γ・VZ・11・14 の7星が、二十八宿の北方玄武七宿の第二宿「牛宿」にある「左の軍旗」を表す星官「左旗」に配されていたとされる。

## 神話
アラートスの『ファイノメナ』では「矢が1本あるのみで弓もない」とだけ述べられており、それ以上のことは伝えていない。1世紀頃の古代ローマの軍人ゲルマニクスは、アラートスの『ファイノメナ』をラテン語訳した際に「美少年ガニュメーデースを捕らえてゼウスの下に連れてきた鳥が守るゼウスの矢を表す」という話を付け加えている。エラトステネースは天文書『カタステリスモイ』の中で、紀元前5世紀の劇作家エウリーピデースの伝える話として「息子アスクレピオスをキュクロープスの作った雷撃でゼウスに撃ち殺されたことを恨んだアポローンが、キュクロープスを撃ち殺した矢である」とする話を紹介した。アポローンは極北の地ヒュペルボレイオスにある神殿にこの矢を隠し、アポローンの罪がゼウスに許されるとすぐに彼の手に戻ったとされる。そして、アポローンは自分の戦いを記念するために矢を星座として星々の間に置いたとされる。ヒュギーヌスはエラトステネースと同じ話を伝えるとともに、「コーカサスの山に繋がれて鷲に肝臓をついばまれているプロメーテウスを見たヘーラクレースが、鷲を殺した矢である」とする話も伝えている。

## 呼称と方言
世界で共通して使用されるラテン語の学名は Sagitta、日本語の学術用語としては「や」とそれぞれ正式に定められている。平仮名1文字の星座名は、ほ・ろ・「や」の3つのみである。
明治初期の1874年（明治7年）に文部省より出版された関藤成緒の天文書『星学捷径』では「サヂッタ」という読みと「箭」という解説が紹介された。また、1879年（明治12年）にノーマン・ロッキャーの著書『Elements of Astronomy』を訳して刊行された『洛氏天文学』では「アロウ」と紹介された。それから30年ほど時代を下った明治後期にはすでに「矢」と呼ばれていたことが、1908年（明治41年）4月に創刊された日本天文学会の会報『天文月報』の第1巻3号に掲載された「六月の天」と題した記事で確認できる。この訳名は、東京天文台の編集により1925年（大正14年）に初版が刊行された『理科年表』にも「矢（や）」として引き継がれ、1944年（昭和19年）に天文学用語が見直しされた際も「矢」が継続して使用されることとされた。戦後も継続して「矢」が使われ、1952年（昭和27年）7月に日本天文学会が「星座名はひらがなまたはカタカナで表記する」とした際に Sagitta の日本語名はやと定まり、以降も継続して や が用いられている。
現代の中国では、天箭座と呼ばれている。